# Sinfonieorchester Kaunas
Das Sinfonieorchester Kaunas (lit. Kauno simfoninis orkestras) ist ein Orchester in Kaunas, der zweitgrößten Stadt Litauens.

## Geschichte
Das Sinfonieorchester wurde 2004 gegründet. Vorgänger war das Kammerorchester Kaunas (Kauno kamerinis orkestras), gegründet 1988. Das erste Konzert fand am 5. Februar 2005 statt. Der erste Orchesterleiter war der italienische Geiger Pavel Berman. Jetziger Leiter ist Algimantas Treikauskas. Von 2006 bis 2011 war Modestas Pitrėnas Chefdirigent. 2014 übernahm Constantine Orbelian dieses Amt.
Dirigenten des Sinfonieorchesters waren unter anderem Juozas Domarkas, Robertas Šervenikas, Petras Bingelis, Vilmantas Kaliunas, Martynas Staškus, Andre de Quadro (USA), Frederico Longo (Italien), Viatscheslav Bartnovskij (Belarus), Alexis Soriano (Spanien), Hans Ek (Schweden). An den Konzerten nahmen teil die Pianisten Meehyun Ahn, Petras Geniušas, Mūza Rubackytė, Martyna Jatkauskaitė, Vardan Mamikonian, Ana Markovina, Geiger Vilhelmas Čepinskis, Cellist Davidas Geringas, Sänger Virgilijus Noreika, Irena Milkevičiūtė, Edgaras Montvidas, Staatschor Kaunas, Saxophonistin Nancy Boone.
Das Sinfonieorchester hatte Konzerte in Norwegen, Polen, Estland, Italien.
Es probt in der Philharmonie Kaunas.